# Рихард XII фон Даун
Рихард XII фон Даун (на немски: Richard XII von Daun; † сл. 31 октомври 1395) е господар на Даун в Хунсрюк, Рейнланд-Пфалц.

## Произход
Той е най-големият син (от осем деца) на Гилес (Аегидиус) фон Даун († сл. 6 октомври 1353) и съпругата му Кунигунда фон Вирнебург († сл. 1353), дъщеря на граф Рупрехт III фон Вирнебург († 1352), маршал на Вестфалия, и Агнес фон Вестербург († 1339). Внук е на рицар Рихард IV фон Даун/IX фон Даун († 1319), сенешал на Даун, и Луция фон Родемахерн († сл. 1325). Правнук е на Хайнрих III/IV фон Даун († сл. 1293) и Йохана фон Вилденбург. Потомък е на Рихард I фон Даун († сл. 1136).
Брат му Рупрехт фон Даун († сл. 1379) е домхер в Трир (1353 – 1379).

## Фамилия
Рихард XII фон Даун се жени пр. 26 април 1358 г. за Ирмгард (Ирмезинд) фон Даун († сл. 1409), дъщеря на Фридрих фон Даун († 1346) и Елизабет фон Фльорхинген († сл. 1389). Те имат децата:
- Луция фон Даун († сл. 1409), омъжена пр. 25 ноември 1392 г. за Дитрих V фон Даун-Брух († сл. 2 август 1410)
- Фридрих фон Даун († сл. 1396)
- Рупрехт фон Даун († сл. 1396)
- Рихард XIV фон Даун († сл. 27 октомври 1396)